# 吹風舎
吹風舎（ふくちしゃ）は京都府福知山市字上新7番に位置し、同市に設置されている福知山公立大学のサテライトキャンパスである。2018年（平成30年）5月13日開設。

吹風舎の名は、和泉式部の歌と言われる
に由来している。大学が福知山に新たな風を吹かせたいという思いが込められている。

## 沿革

### 設立の目的
大学からまちに出て「まちかど」＝地域社会の只中に設けた「まちかどキャンパス吹風舎」は、大学の教職員・学生と地域の人々が集い、交流する機会と場をつくる「いえ（舎）」である。多様な人々が集い、話し合いや共同作業を通じて学び合い、持続可能な地域社会の担い手となる人を育てる場を目指す。また、まちかどキャンパスを地域住民が集う「場」と見立てて、公民館や集会所を活用して住民主体で行う事業モデルの提案も目的としている。

### 歴史
（この節の出典：）
- 2016年（平成28年）
  - 4月1日 - 公立大学法人福知山公立大学開学。中期計画に「まちかどキャンパス」の実施が位置付けられた。
  - 10月 - 福知山市の中心市街地に開設することになり、開設場所・建物の検討に入る。
- 2017年（平成29年）
  - 5月 - 現在地を開設場所と決定し、準備に入る。
  - 6月 - 設計については京都工芸繊維大学の建築分野の協力を得る方針を決定した。
  - 8月 - 基本設計・実施設計を京都工芸繊維大学坂田弘一研究室（建築）、村本真（構造）に依頼し設計を進める。（8月 - 11月）
  - 9月24日 - 「地域の魅力を高める『まちかどキャンパス』の使い方を話し合う井戸端会議」を開催。近隣の自治会・商店街（上新町、下新町、新町商店街、広小路商店街）の役員の方々に計画を紹介し意見交換を行う。
  - 12月 - 改修工事が行われる。（2017年12月 - 2018年3月）
- 2018年（平成30年）
  - 4月 - セルフビルドを開始。壁や床、天井の仕上げ作業を京都工芸繊維大学坂田弘一研究室の指導のもと、坂田ゼミ学生と福知山公立大学学生企画チーム DOKKOで共同作業を行った。
  - 4月22日 - 「『みんなでつくる』ワークショップ」開催。セルフビルドのワークショップ「漆喰塗り大会」と活用のアイデアを考えるワークショップ「三人寄れば文殊の知恵」を実施した。
  - 5月13日 - 開設記念式典挙行。大橋一夫福知山市長、福知山市議会芦田眞弘副議長、京都工芸繊維大学森迫清貴学長をはじめ、自治会や商店街の関係者が集まる。

## 活動事業
まちかどギャラリー
地域で活躍する様々なジャンルのクリエーター・作家のアートや活動紹介、地域の方の作品、学生・教員の成果報告などを展示している。
まちライブラリー 福々Books
地域の方や学生・教員が本を持ち寄ってつくられた、まちライブラリーである。料理、小説、暮らし、歴史、まちづくりなど、260冊以上の本がある。
2022年度からは福知山市立図書館（中央館）と連携した本の貸し出しも行っている。
まちかどベース
大学のゼミやサークル活動、地域の方の交流や学びの会など、市民の活動や協働を支援する場として貸切利用やコワーキング利用ができる。
まちびと起業塾
小さな公共空間をまちの「スキマ」と見立て、有効活用した小さな商い（ソーシャル・ビジネス）によってより良い地域社会をつくるアイデアの提供と担い手育成を目的に開塾された。
2018年度は「学びと発見編」、2019年度は「学びと実践編」としてテーマを絞った学びと企画・実践を試みた。
まちびとゼミ
市民を講師に迎え、市民と学生が集って共に学び、交流する場である。2018年度までは市民学習・キャリア支援センターの事業として行ってきたが、2019年度から吹風舎の事業として実施。
2021年度は福知山市が主催するふくちゼミと連携して実施された。
まちかどCafe
2022年11月より、谷口研究室と協働で「レコードと珈琲まちかどCafe」を開催。毎週火曜日の13時から14時まで本学教員や学生がレコードをかけながらコーヒーを淹れ、交流の場をつくる。
ふくちゼミ
福知山市内在住または在学中の高校生や大学生が集まり、まちの未来について語り合い、地域に関わる「やってみたいこと」や「私たちにできること」を考え、実践する問題解決プロジェクトである。福知山愛醸成と主体的に行動できる人材の育成を目的としている。
2021年より福知山市が主催する本事業にまちかどユニットが協力し、学生や教員が企画運営に参画している。

## 利用案内
（この節の出典：）
- 開館日と利用時間
  - 毎週火曜日 - 土曜日 13:00 - 18:00
- 休館日
  - 日曜日､月曜日､祝日､お盆休み､年末年始
- 利用方法
  - 個人､グループで利用する場合 予約不要
  - 市民活動やサークル､ゼミで貸切利用する場合 要予約
- 貸切利用料金
  - 1時間あたり400円（空調利用の場合は600円）※土曜日は1割増の料金
  - 学生無料

## 周辺情報
- 新町商店街
- 福知山城
- 福知山市佐藤太清記念美術館
- 丹波生活衣館
- 福知山市役所
- 福知山鉄道館ポッポランド
- 御霊神社
- 福知山商工会議所
- 三段池公園
- 福知山市動物園

## アクセス
福知山公立大学まちかどキャンパス「吹風舎」 〒620-0028 京都府福知山市字上新7番
- 福知山公立大学から1.8キロメートル
- 福知山市役所から徒歩約5分「新町商店街」アーケード内
- 西日本旅客鉄道（JR西日本）山陰本線・京都丹後鉄道宮福線 福知山駅から徒歩約15分